# Clive, Alberta
Clive är en ort i Kanada.   Den ligger i provinsen Alberta, i den centrala delen av landet, 2 800 km väster om huvudstaden Ottawa. Clive ligger 884 meter över havet och antalet invånare är 675.
Terrängen runt Clive är platt. Runt Clive är det mycket glesbefolkat, med 4 invånare per kvadratkilometer.. Närmaste större samhälle är Lacombe, 19,2 km väster om Clive. 
Trakten runt Clive består till största delen av jordbruksmark.